# Mario Kart Tour
Mario Kart Tour é um jogo eletrônico produzido pela Nintendo EPD e publicado pela Nintendo para Dispositivos Móvel com o sistema operacional Android e iOS em Setembro de 2019, sendo free-to-play. O jogo atualmente está disponível nas lojas de aplicativos Google Play e App Store. O jogo está disponível em Português do Brasil.
O jogo oferece vários tour com diferentes copas, dentro dessas copas existem 3 circuitos, podendo variar em circuitos baseados em países Mundo real, ou circuitos antigos refeitos, denominados de "Remix courses".

## Jogabilidade
Assim como todos os outros Mario Kart, o objetivo e ganhar as corridas para vencer as copas, porem o jogo foge da jogabilidade vista em outros jogos, podendo ser jogado no modo retrato ou no modo paisagem, a forma de controlar o kart pode ser tocando na tela do smartphone ou girando o aparelho (Utilizando o Giroscópio). Os drifts, comuns na serie, e usados para ganhar velocidade, estão presentes, sendo baseados nos drifts visto no Mario Kart 8 Deluxe.
A mecânica do jogo é baseada no Mario Kart 7 e no Mario Kart 8, como os circuitos, veículos, planadores, anti gravidade entre outros. As velocidade do karts variam entre as copas, assim como visto na franquia, os 50cc, 100cc, 150cc e os 200cc. Ao fim de cara corrida, os jogadores ganham Maxiestrelas, pontos de experiencia para os Pilotos, karts, e os planadores usados na corrida e moedas, tendo um limite de conseguir esses pontos por dia
As copas presentes no jogo são desbloqueadas pelas Tour, que são baseadas ou em cidades e países do Mundo Real ou em cenários presentes na Franquia Mario com cada Tour durando duas semanas. Num tour, os jogadores podem competir de doze a dezoito copas, colecionar pilotos, karts e planadores. Esses conteúdos são baseados nas cidades ou temas correspondentes a esses Tour, tendo destaque para pilotos, karts e planadores que são o destaque para esse Tour. As copas recebem nomes de alguns dos pilotos do jogo em vez dos itens habituais da franquia Mario, semelhante à  Mario Kart Arcade GP .

## Conteúdo Gratuito e Pago
O jogo contem um conteúdo pago baseados em Season Pass (Passes de Temporada) conhecido como Passes de Ouro. Nesse passe o jogador recebe os prêmios presentes na temporada que esta acontecendo, os desafios de ouro e insígnias de ouro e o modo 200cc O jogo tem um período de testes que são de duas semanas e caso o jogador compre o passe em em dois aparelhos diferentes, o jogo não converte o segundo passe comprado em tempo adicional, além disso, o jogo usa a renovação automática, presente nas lojas do celular, para manter a compra do Passes de Ouro.
Dentro do jogo existe os Rubis, que são as moedas premium do jogo, sendo comprar por meio de micro transação ou adquiridos por login diários consecutivos, por meio deles o jogador pode comprar itens na loja do jogo ou jogar um outro modo de jogo.
O jogo contem 265 personagens jogáveis, 336 karts, 225 planadores Este jogo inclui corridas contra bots usando nomes de usuários de jogadores reais, com o jogo de dar a sensação para o jogador de imersão e de estar jogando contra outros oponentes.

## Polemica
Em Maio de 2023, a Nintendo foi processado por um pai, devido ao fato do filho dele ter gastado US$ 170 dólares no jogo no sistema conhecido como "Spotlight Pipes", sendo a mecânica de Gacha do jogo.
O pai alegou que o "Spotlight Pipes" encoraja e incentiva os jogadores, a comportamentos viciantes semelhantes aos jogos de azar, utilizando principalmente a moeda premium do jogo (rubis) e pediu que todos os menores de idade dos Estados Unidos que, jogaram nessa mecânica tenha seus dinheiros devolvidos.
O processo também alega que a Nintendo tornou intencionalmente o progresso do jogo mais difícil sem a compra de tais micro transações e que “enganou os jogadores” para fazê-lo. Essas ações vão contra a lei comercial da Califórnia e a Lei de Proteção ao Consumidor do Estado de Washington.
Em 2 de setembro de 2022, a Nintendo anunciou que essa mecânica " gacha " seria removida e substituída por uma loja normal que não incluiria apenas os novos personagens, planadores e novos personagens de qualquer novo passeio. karts; mas traga de volta os antigos que os jogadores perderam nas turnês anteriores e que não podiam ser comprados fora da mecânica de gacha.

## Desenvolvimento
Em janeiro de 2018, a Nintendo anunciou uma versão mobile da série Mario Kart para iOS e Android. A Nintendo anunciou em abril de 2019 que realizaria um beta fechado do jogo, exclusivamente para usuários do Android, que ocorreu do final de maio ao início de junho. Inicialmente anunciado para ser lançado em março de 2019, o jogo foi prorrogado e lançado em 25 de setembro de 2019. Em 26 de setembro, um dia após 's Mario Kart Tour, houve mais de dez milhões de downloads do jogo. Em outubro de 2019, o jogo atingiu 90 milhões de downloads, sendo o Brasil a segunda nação que mais baixou o jogo, perdendo apenas para os Estados Unidos.
Por ser um jogo mobile gratuito, o desenvolvimento foi continuado mesmo apos seu lançamento. Em dezembro ouve um teste beta para o lançamento do modo multiplayer do jogo, exclusivo para assinantes do passe de ouro. Em Janeiro de 2020, um segundo teste beta foi feito, dessa vez, os jogadores que não tinham o passe de ouro puderam participar dele. O Modo multiplayer foi lançado em 9 de março de 2020, nesse mesmo dia os Mii foram lançados no jogo.
Para comemorar o 35º aniversário de Super Mario Bros., o jogo foi atualizado para incluir dois novos personagens da serie: SNES Mario e Donkey Kong Jr., que não apareciam na série desde Super Mario Kart.
Em 2 de Setembro de 2022 foi anunciado o Modo Batalha (modo comum em outros jogos da franquia) ao mesmo tempo que o criticado sistema de Gacha foi removido do jogo
Em 11 de Setembro de 2023 a Nintendo anuncia que encerrou o lançamento de novos conteúdos ao jogo, sendo que a partir de 04 de outubro de 2023, o jogo não teria mais nenhum conteúdo novo para ser jogado.

## Recepção
O jogo recebeu "críticas mistas ou médias" de acordo com o agregador de críticas Metacritic, tendo uma media de 59. A NintendoLife deu nota 7/10 destacando que o jogo não substitui o Mario Kart 8. A IGN deu nota 6,7/10 destacando que o jogo é tranquilamente controlável com apenas uma mão mas o custo foi as micro transações.  No Brasil a Nintendo Blast deu nota 6.0/10 destacando que o jogo tem uma perfomance muito boa no celular, mas as pistas logo ficam repetitivas e enjoativas.
O jogo deu o lucro para a Nintendo de quase US$300 milhoes de dolares em Setembro de 2022.

### Premiações
Mario Kart Tour ganhou o prêmio de " Jogo de Corrida do Ano " no 23º Prêmio Anual DICE, e foi indicado para:
- Jogo do ano 2019 na Google Play: Perdeu para Call of Duty Mobile.[37]
- Videogame Favorito no 2020 Kids' Choice Awards: Perdeu para Minecraft.[38]